# Reint Jan Renes
Reint Jan Renes (Markelo, 25 maart 1970) is een Nederlands gedragswetenschapper en lector aan de Hogeschool van Amsterdam. Het onderzoek van Renes zich voornamelijk op het onderzoeken van de gedragspsychologie achter duurzaamheid. 

## Levensloop
Renes studeerde van 1989 tot 1995 sociale psychologie aan Universiteit Utrecht. In 2003 promoveerde hij aan de Vrije Universiteit Amsterdam. 
Vanaf 2003 tot 2019 was hij werkzaam als universitair (hoofd)docent aan Universiteit Wageningen. Ook was hij van 2011 tot 2019 lector aan de Hogeschool Utrecht.
Hij richtte tijdens de coronacrisis het Corona Gedragsunit van het RIVM op.
In 2023 won Renes samen met lector Janine Stubbe de Deltapremie.
In 2025 trad hij toe tot de adviesraad van NWO.

## Publicaties
- De klimaatspagaat: over de psychologie van duurzaam gedrag (2021)
- Draaiboek Gedragsverandering: De psychologie van beïnvloeding begrijpen en gebruiken. Uitgeverij Business Contact (2016)